# ISO/IEC 10646
A norma internacional ISO/IEC 10646 define o Conjunto Universal de Caracteres (do inglês Universal Character Set, ou somente UCS) como uma codificação de caracteres. Ela contém em torno de 100 000 códigos identificados por um nome não ambíguo, que representam símbolos como letras, números e ideogramas.
Desde 1991, a Unicode Consortium vêm trabalhando com a ISO para desenvolver o padrão Unicode e a ISO/IEC 10646 em conjunto. O repertório, a nomeclatura de caracteres e os códigos da versão 2.0 do Unicode são idênticos aos da ISO/IEC 10646-1:1993. Após a publicação do Unicode 3.0 em fevereiro de 2000, novos e atualizados caracteres correspondentes foram inseridos no UCS através da ISO/IEC 10646-1:2000.

## Correlação com o Unicode
- ISO/IEC 10646-1:1993 ≈ Unicode 1.1
- ISO/IEC 10646-1:2000 ≈ Unicode 3.0
- ISO/IEC 10646-2:2001 ≈ Unicode 3.2
- ISO/IEC 10646:2003 ≈ Unicode 4.0
- ISO/IEC 10646:2003 + emenda 1 ≈ Unicode 4.1
- ISO/IEC 10646:2003 + emenda 1,  2 e parte da 3 ≈ Unicode 5.0